# Opera di presa
Le opere di presa sono serie di impianti che permettono di prelevare l'acqua dal ciclo idrologico. In genere tali opere si trovano lontane dai centri abitati. Tali opere rappresentano la prima parte di un impianto idroelettrico o di acquedotto.
La captazione può essere effettuata da sorgente, da falde freatiche o artesiane, acque superficiali correnti (fiumi) o stagnanti (laghi), acque subalvee e, raramente, da acque meteoriche o piovane.

## Captazione da sorgente
Nella captazione da sorgente l'opera di presa deve essere necessariamente posta nello stesso punto in cui l'acqua sgorgava naturalmente, al fine di evitare un eccessivo impatto dell'opera umana sulla naturalità dell'ambiente circostante. Supponendo, infatti, di porre l'opera di presa al di sotto del livello naturale della sorgente, si provocherebbe un aumento artificiale della portata d'acqua che fuoriesce, portando ad una rottura dell'equilibrio naturale creatosi e, in definitiva, portando nel tempo al prosciugamento progressivo della risorsa. Al contrario, costruendo uno sbarramento e ponendo l'opera al di sopra della quota naturale della sorgente, è possibile spingere l'acqua a trovare nuove vie di uscita alternative (facilitata dall'aumento di pressione che lo sbarramento provoca diminuendo la velocità, secondo l'effetto Venturi).
La prima cura da usare per l'utilizzo delle acque di una sorgente è quella di effettuare scavi con ogni cautela per raggiungere la scaturigine geologica che si trova dove l'acqua viene fuori dalla roccia in sito. Generalmente l'acqua viene a giorno dai detriti di falda della formazione rocciosa entro la quale essa circola (sorgente reale).
Nei calcari carsificati questa operazione di ricerca può richiedere particolari accorgimenti poiché è necessario evitare di interessare e di interrompere le fessure (fratture, diaclasi) entro le quali l'acqua circola per non correre il rischio di vederla sparire.
L'opera di presa in questo tipo di captazione è costituita prima di tutto da un cunicolo che dovrà essere ben incassato nella roccia in sito il quale convoglierà le acque sorgentizie in un edificio denominato bottino di presa nel quale sono contenute tutte le vasche e le apparecchiature che danno origine all'acquedotto.
Le vasche generalmente sono tre:
- vasca di calma o di sedimentazione: assolve al compito di trattenere tutte le piccole quantità di sabbia che l'acqua può trasportare con sé
- vasca di misura: assolve al compito di misurare la portata dell'acqua convogliata
- vasca di carico o di presa: contiene l'innesto con le tubazioni che danno origine alle opere di adduzione.

Tutte queste vasche sono dotate di uno scarico di fondo, che permette lo svuotamento delle stesse in caso di interventi di manutenzione o pulitura, e scarichi di troppo pieno tramite sfioratori, i quali eliminano la quantità d'acqua in eccesso emunta. 
Il bottino di presa è completato dalla camera di manovra nella quale sono allogate le tubazioni e le apparecchiature idrauliche.

## Captazione da falde
Nel caso la captazione debba essere effettuata da falde (siano esse freatiche o artesiane) è naturalmente necessario costruire dei pozzi, in quanto l'acqua è posta al di sotto del livello del suolo. Infatti l'acqua che filtra nel terreno si raccoglie in profondità sopra ad uno strato di roccia impermeabile. Poi si scava un pozzo con un sistema di pompaggio per raccogliere l'acqua.

## Captazione da acque superficiali correnti (fiumi)
Le opere di presa per la captazione di acqua da fiumi o torrenti è realizzabile attraverso diversi metodi:
- impianti di sollevamento;
- sifoni a cavaliere d'argine;
- traverse.

Se la captazione è effettuata tramite impianti di sollevamento le opere di presa si compongono praticamente di una pompa, a secco o sommersa, e delle condotte per trasportare l'acqua alla condotta di adduzione. Nel caso di pompa a secco sarà presente anche la condotta di aspirazione. Nella progettazione di un impianto così costituito è necessario tenere conto del fatto che nessuna pompa è in grado di trasportare l'acqua oltre determinate altezze, rendendo così impossibile l'innalzamento indefinito della quota della condotta.
Il sifone a cavaliere d'argine è un tipo particolare di sifone utilizzato per superare l'ostacolo dell'argine del fiume. In questo tipo di soluzione è necessaria la presenza di una pompa esclusivamente per adescare il moto, che poi continua autonomamente a mantenersi costante. Anche in questo caso è necessario tenere conto delle reali possibilità che una pompa ha di innalzare il livello piezometrico dell'acqua.
La captazione di acqua da un fiume è possibile anche predisponendo direttamente un'apertura lungo il fiume che permetta il convogliamento dell'acqua. In questo caso, tuttavia, è bene predisporre la presenza di una traversa che ostacoli la corrente, costringendola in questo modo a innalzarsi di livello. Con questa soluzione si evita che la portata d'acqua captata vari nel tempo, in quanto la finestra attraverso cui l'acqua scorre sarà sempre completamente sommersa dall'acqua. In caso contrario, infatti, l'alternanza di momenti di piena e momenti di secca del fiume provocherebbe la variazione della portata captata.
Le opere di presa degli impianti idroelettrici possono essere realizzate in molteplici modi. Il metodi più diffusi sono una traversa posta perpendicolarmente al flusso del torrente, che innalzando il livello provoca l'ingresso dell'acqua nelle bocche di presa laterali, generalmente protette da griglie. L'acqua prosegue generalmente verso una vasca di decantazione per poi proseguire nel canale derivatore. In alcune opere di presa al posto della griglia c'è un sifone. Un altro metodo diffuso ma che viene impiegato solo nei torrenti e fiumi di piccola/modesta portata è l'opera di presa a trappola. Essa è costituita da un canale a sezione rettangolare o quadrata incassato dentro una briglia o una traversa, con la parte superiore a filo del greto del torrente, protetta da una griglia. L'acqua impegnando quindi la traversa precipita dentro il canale passando attraverso la griglia. Uno svantaggio di questa tipologia di presa è rappresentato dal veloce intasamento della griglia di protezione in caso di forte deflusso con trasporto di sedimenti. Le opere di presa degli impianti idroelettrici possono addurre acqua sia in un canale che conduce direttamente alla vasca di carico che alimenta la centrale stessa, oppure ad un serbatoio, in quest'ultimo caso vengono detti "canali di gronda".

## Captazione da acque superficiali stagnanti (laghi)
La captazione da acque superficiali stagnanti è effettuata solitamente tramite la costruzione di torri aventi finestre richiudibili per il passaggio dell'acqua poste a varie altezze. In questo modo è possibile captare l'acqua a profondità diverse in funzione del livello del lago in quel periodo, della torbidità dell'acqua di fondo e della temperatura dell'acqua superficiale.

## Captazione da fonti non convenzionali
È possibile che la captazione dell'acqua avvenga anche da altre fonti non menzionate in precedenza. Alcuni esempi di tali fonti non convenzionali sono le acque marine, opportunamente desalinizzate, o le acque di scarico delle fogne o delle industrie, opportunamente trattate in modo da renderle potabili.
| Controllo di autorità | Thesaurus BNCF 41512 |